# Rhagonycha taiwanonigra
Rhagonycha taiwanonigra is een keversoort uit de familie soldaatjes (Cantharidae). De wetenschappelijke naam van de soort werd in 1982 gepubliceerd door Wittmer.